# Bill Robinson
Bill "Bojangles" Robinson, född 25 maj 1878 i Richmond, Virginia, död 25 november 1949 i New York, var en amerikansk steppdansör, skådespelare och underhållare.
Redan som sexåring dansade Robinson för publik på uteserveringar i trakten. Vid sju års ålder hoppade han av skolan och började dansa professionellt när han var åtta. Bill Robinson hade stora framgångar som steppdansör på nattklubbar och i musikalshower, och introducerade tekniken att steppa i trappor. Han betraktades som världens främste steppdansör. Smeknamnet "Bojangles" fick han på grund av sitt sorglösa sätt. Han medverkade även i flera filmer, bland annat mot Shirley Temple.
Hyllningen som Jerry Jeff Walker skrev, är dock om en kopia av honom och inte "the real thing". Låten Mr. Bojangles från 1968 stämmer dock rätt bra på originalet också, och har spelats in på skiva av Nitty Gritty Dirt Band, Bob Dylan, Nina Simone, John Denver, David Bromberg, Neil Diamond, Sammy Davis Jr., Robbie Williams, Jimmy Cliff och Kristofer Åström.

## Filmografi i urval
- 1935 – Lilla översten
- 1938 – Miss America
- 1943 – Stormy Weather
- Road Demon (1938) .... Zephyr
- Up the River (1938) .... Memphis Jones
- Just Around the Corner (1938) .... Cpl. Jones
- Rebecca of Sunnybrook Farm (1938) .... Aloysius
- One Mile from Heaven (1937) .... Officer Joe Dudley
- In Old Kentucky (1935) .... Wash Jackson
- The Littlest Rebel (1935) .... Uncle Billy
- The Big Broadcast of 1936 (1935) .... Specialty
- The Little Colonel (1935) .... Walker
- King for a Day (1934) .... Bill Green
- Harlem Is Heaven (1932) .... Bill
- Dixiana (1930) .... Specialty Dancer
- Hello, Bill (1929)